# Comparison Category Rating
Comparison Category Rating (skrótowiec CCR) – siedmiostopniowa skala oceny jakości próbek dźwiękowych. Jedna ze skal jakości metody MOS (ang. Mean Category Rating).
Sposób oceniania
Słuchacz porównuje jakość dwu próbek dźwiękowych. Dokonuje tego przez subiektywne określenie jakości drugiej próbki dźwiękowej w odniesieniu do pierwszej.
Próbki dźwiękowe odsłuchiwane są tylko jeden raz, w parach A–B.
Para składa się z próbek dźwiękowych A, B takich, że:
- A – pierwsza próbka dźwiękowa
- B – druga próbka dźwiękowa

Po odsłuchaniu materiałów, słuchacz przyznaje jedną spośród siedmiu ocen.
| Nazwa                                                              | Ocena |
| ------------------------------------------------------------------ | ----- |
| B jest dużo lepsza od A (ang. B is much better than A)             | 3     |
| B jest lepsza od A (ang. B is better than A)                       | 2     |
| B jest nieznacznie lepsza od A (ang. B is slightly better than A)  | 1     |
| A jest taka sama jak B (ang. A is the same as B)                   | 0     |
| A jest nieznacznie lepsza niż B (ang. A is slightly better than B) | −1    |
| A jest lepsza niż B (ang. A is better than B)                      | −2    |
| A jest dużo lepsza niż B (ang. A is much better than B)            | −3    |

Inne skale jakości próbek dźwiękowych metody MOS
- Absolute Category Rating
- Degradation Category Rating